# Arcocosecante

Grafico dell'arcocosecante.

L'arcocosecante è la funzione trigonometrica inversa della cosecante.
Indicando con y l'arcocosecante e con x la cosecante, si ha:
{\displaystyle y=\operatorname {arccsc}(x)}
{\displaystyle x=\csc(y),}
L'arcocosecante si denota usualmente con {\displaystyle \operatorname {arccsc} }. In LaTeX viene ottenuta tramite il comando \arccsc.
Il dominio è dato dall'insieme dei punti che stanno nell'intervallo tra {\displaystyle -\infty } e {\displaystyle -1} e nell'intervallo tra {\displaystyle 1} e {\displaystyle +\infty }.